# Zirsilita-(Ce)
La zirsilita-(Ce) és un mineral de la classe dels silicats que pertany al grup de l'eudialita. Rep el nom per la seva composició química, que conté zirconi (Zr), silici (Si) i ceri (Ce).

## Característiques
La zirsilita-(Ce) és un silicat de fórmula química Na₁₁-₁₂(Ce,Na)₃Ca₆Mn₃Zr₃Nb(Si₁₉O₅₅)(Si₃O₉)₂(CO₃)(OH)₃·H₂O, en una combinació única d'elements. Va ser aprovada com a espècie vàlida per l'Associació Mineralògica Internacional l'any 2002, i publicada un any més tard. Cristal·litza en el sistema trigonal. La seva duresa a l'escala de Mohs és 5. És l'anàleg de la carbokentbrooksita amb ceri dominant.
Segons la classificació de Nickel-Strunz, la zirsilita-(Ce) pertany a «09.CO: Ciclosilicats amb enllaços de 9 [Si9O27]18-» juntament amb els següents minerals: al·luaivita, eudialita, ferrokentbrooksita, kentbrooksita, khomyakovita, manganokhomyakovita, oneil·lita, raslakita, feklichevita, carbokentbrooksita, ikranita, taseqita, rastsvetaevita, golyshevita, labirintita, johnsenita-(Ce), mogovidita, georgbarsanovita, aqualita, dualita, andrianovita, voronkovita i manganoeudialita.

## Formació i jaciments
Va ser descoberta a la glacera Darai-Pioz, situada a la serralada Alai, a la Regió sota subordinació republicana del Tadjikistan. També ha estat descrita a la pedrera Sagåsen, a la localitat de Mørje, a Telemark (Noruega), i en altres dos indrets del Canadà: a la pedrera Poudrette, a Montérégie (Quebec), i al dipòsit de Nechalacho, al districte de Mackenzie (Territoris del Nord-oest).